# آب‌جوی شکم‌سفید
آب‌جوی شکم‌سفید (نام علمی: Cinclodes palliatus)، گونه‌ای از پرندگان خانواده تنورمرغان (Furnariidae) و بومی پرو است، جایی که در مراتع مرتفع باتلاقی در منطقه جونین و احتمالاً در منطقه اوئانکاولیکا نیز زندگی می‌کند. این یک تنورساز بسیار بزرگ با روتنه تیره و زیرتنه سفید درخشان است. این پرنده کمیاب با شرایط زیستگاهی بسیار خاص است و در معرض نابودی زیستگاه قرار دارد. اتحادیه بین‌المللی حفاظت از طبیعت آن را به عنوان «در بحران انقراض» ارزیابی کرده‌است.

## بوم‌شناسی
آب‌جوهای شکم‌سفید به صورت جفتی یا گروه‌های کوچک غذایابی می‌کنند و منقار خود را به زمین نمناک فرو می‌برند تا کرم‌ها و دیگر بی‌مهرگان را پیدا کنند. عادت‌های زادآوری آن به خوبی شناخته شده نیست، اما لانه معمولاً در شکاف سنگ پنهان است.